# قاهر (حضرموت)
قاهر هي إحدى قرى الجمهورية اليمنية. تتبع جغرافيا لمحافظة حضرموت و إداريًا لمديرية تريم. يبلغ تعداد سكانها 1014 نسمة حسب الإحصاء الذي أجري عام 2004.